# 天文学的苦痛のリスク

ボストロムの論文「地球規模の優先事項としての存亡リスクの防止」からの範囲と深刻度のグリッド

天文学的苦痛のリスク（苦痛リスクまたはSリスクとも呼ばれる）とは、これまで地球上で発生したすべての苦痛よりもはるかに多くの苦痛を伴うリスクである。これらは、存亡リスクのサブクラスとして分類される場合もある。
考えられるSリスクの発生源には、具現化された人工知能や超知能、そして宇宙移民が含まれる。「一般的に短く悲惨な、時には最も残酷な苦しみで満ちた人生を送る」野生動物を、意図的または非意図的に他の惑星に導入することによって、「恒常的で壊滅的な戦争」や野生動物の苦痛の莫大な増加につながる可能性がある。
AI倫理研究者のSteven Umbrelloは、生物学的コンピューティングによってシステム設計がSリスクを起こしやすくなる可能性があると警告している。
閉じ込められた意識を持つAIや、脳オルガノイドのような特定のAIに隣接する生物学的システムにおけるSリスクを軽減する方法として、誘発された健忘症が提案されている。
David Pearceは、遺伝子工学は潜在的なSリスクであると主張している。快楽と苦痛の軸に対する技術的支配と意識の難しい問題の解決は、苦痛の根絶の可能性につながる可能性がある一方で、知覚を持つ存在が経験できる快楽的範囲のコントラストのレベルを高める可能性もある、とPearceは主張する。彼は、これらの技術によって、人間の範囲を超えた苦痛のレベルを経験する「超苦痛」または「ドルリウム」を作り出すことが可能になるかもしれないと主張している。彼はまた、量子力学の多世界解釈によってもたらされるものなど、より突飛な他の潜在的なSリスクもあると主張している。